# Theofanes bekännaren
Theofanes bekännaren (grekiska:Θεοφάνης Ὁμολογητής, på latin Confessor), född cirka 752, död cirka 818, var en bysantinsk historiker och munk och helgon.
Theofanes, vars uppväxt inföll under Konstantin Kopronymos tid, drog sig tidigt tillbaka till ett av honom grundlagt kloster vid Marmarasjön. Under bildstriden tog den orädde munken parti mot bildstormarna och blev därför av kejsar Leo Armeniern förvisad till klippön Samothrake, där han dog. 
Theofanes åtog sig efter sin vän Georgios Synkellos död 810 eller 811 fortsättningen av dennes krönika, som han fullföljde från 284 till 813. Oaktat en hel del stilistiska och andra svagheter är denna skildring en av våra huvudsakligaste källor för den äldre östromerska historien, den tar även hänsyn till persernas och arabernas historia. Även Theofanes språkbehandling, som står mellan folkspråket och den litterära atticismen, är av intresse för filologen. Krönikan översattes av Anastasius Bibliothecarius till latin och blev även för den västerländska historieskrivningen en rikt flödande källa och en ovederlägglig auktoritet. 
Den förnämsta handskriften av krönikan är "Codex Vaticanus" från 1200-talet, den första tryckta upplagan utgavs af fransmannen Jacques Goar 1655. Krönikan bearbetades tidigt till en folkbok på ren vulgärgrekiska. Ett bevis på det anseende, som Theofanes verk åtnjöt, är att man sedan sammanslog en grupp av mestadels anonyma kronister under den gemensamma titeln: "Hoi meta Theofanen" eller, som man vanligtvis med ett latinskt namn säger, Theofanes continuatus, varigenom krönikan förs fram till 961 (under Romanos II:s regering).